# هربی به مکزیک می‌رود
هربی به مکزیک می‌رود (به انگلیسی: Herbie Goes Bananas) یک فیلم سینمایی آمریکایی کمدی و ماجراجویانه به کارگردانی وینسنت مک‌اویتی محصول سال ۱۹۸۰ میلادی و چهارمین قسمت از مجموعه فیلم‌های هربی ساخته شده توسط کمپانی والت دیزنی با حضور هربی فولکس قورباغه‌ای سفید می‌باشد.

## خلاصه داستان فیلم
پیتر، هربی را از عمویش جیم داگلاس به ارث برده و به همراه دوستش دیوی به پورتو بایارتای مکزیک سفر می‌کند. پیتر که می‌بیند مدل ماشین بسیار قدیمی بسیار افسوس می‌خورد. اما پس از اینکه متوجه می‌شود ماشینش چه کارهای عجیبی می‌تواند بکند، تصمیم می‌گیرد به همراه دوستش در یک مسابقه بزرگ در برزیل شرکت کند...